# Brymela tutezona
Espèce
Statut de conservation UICN

CR : 
En danger critique
Brymela tutezona est une espèce de mousses de la famille des Pilotrichaceae et du genre Brymela, endémique d'Amérique centrale et en danger critique d'extinction.

## Systématique
Brymela tutezona est l'espèce type de son genre, décrite par les botanistes Marshall Robert Crosby et Bruce Hampton Allen, en 1985.